# Farshid Mesghali
Farshid Mesghali (persisk: فرشید مثقالی ; juli 1943 i Isfahan) er en iransk grafisk designer, illustrator og forfatter, der har været bosat i USA siden 1986.
Han studerede malerkunst ved Teheran Universitet og begyndte at arbejde for designere og illustratører i 1964. Han arbejdede i det iranske uddannelsesdepartement siden 1968. I perioden 1970–78 skabte han flere anerkendte animationsfilm, filmplakater og børnebogsillustrationer. I forbindelse med Den iranske revolution flyttede han til Paris i 1979 og i 1986 til Californien i USA.
I 1968 fik Meshgali illustrationsprisen på Børnebogsmessen i Bologna og et diplom på bienalen i Bratislava samme år for "Den lille sorte fisk". I 1973 fik han en særpris på Filmfestivalen i Venedig for "Drengen, fuglen og instrumentet". Han fik H.C. Andersen-prisen for illustrationer 1974.